# Kugghjulsprincipen

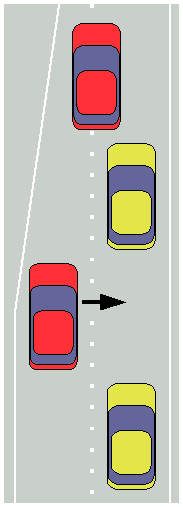
Två körfält sammanvävs till ett

Kugghjulsprincipen, blixtlåsprincipen eller sammanvävning, innebär att när två körfält eller körbanor löper samman till ett körfält, kan fordon turas om att köra in på det gemensamma körfältet. Precis som kuggarna i ett kugghjul eller häktorna i ett blixtlås kommer bilarna att växelvis att köra in i det gemensamma körfältet.
Begreppet, och principen att turas om, nämns inte explicit i någon lag, men krav på respekt och ett ömsesidigt samspel mellan trafikanter i denna situation framgår av trafikförordningen 3 kapitlet 44:e paragrafen: "Om två körfält löper samman till ett skall förarna under ömsesidigt hänsynstagande anpassa sig till de nya förhållandena. Detta gäller även när två körbanor löper samman." Olika varianter av trafikmärken förekommer för att indikera sammanvävning av två körfält eller körbanor. Begreppet blixtlåsprincipen förekommer i körskoleundervisning. Blixtlåsprincipen eller sammamvävning rekommenderas i vissa lägen av Trafikverket i Sverige och NTF.
Principen tillämpas ofta när det är tät trafik och vid trafikolyckor, och inte enbart när trafikskyltar indikerar sammanvävning av körfält.